# Anachyra setosipes
Anachyra setosipes är en stekelart som beskrevs av Van Achterberg 1995. Anachyra setosipes ingår i släktet Anachyra och familjen bracksteklar. Inga underarter finns listade i Catalogue of Life.